# 萨尔图区

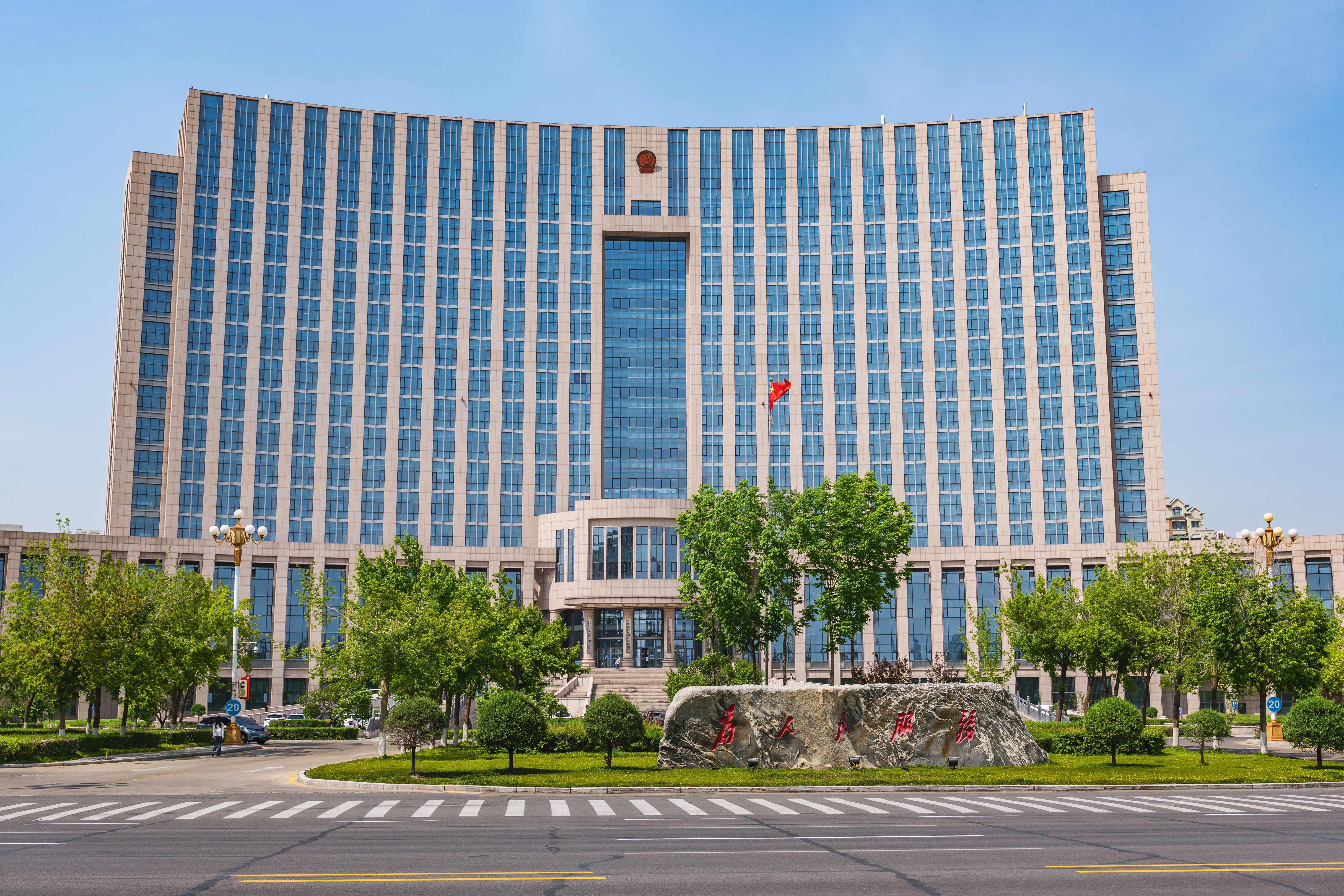
萨尔图区四大班子办公驻地

萨尔图区是黑龙江省大庆市下辖的一个市辖区，是大庆的金融政治中心。区辖中省直单位48个，市直二级单位22个，中小学校67所。區人民政府駐東風路4號。

## 名称由来
关于地名来源有两种说法：其一，来源于“萨尔图”（意为“月亮升起的地方”）。牧民们白天放牧，晚还要看护牛羊群。有月亮就有光明，牧民喜欢月亮，把月亮作为美好的象征。萨尔，指月亮；图，「有」的后缀。其二，掺杂着满族的看法：因该地区春季多风，常刮起五六级大风，能把碱沫细沙刮起来，给野外劳动和行路带来困难，故称此地为“多风沙的地方”。大庆油田开发后，对盐碱地、沙土地进行了改造，昔日的萨尔图火车站已改名为“大庆火车站”。萨尔图原地盘划归为大庆市的一个区，保留原名称，叫“萨尔图区”，现为大庆市人民政府所在地。

## 行政区划
萨尔图区下辖11个街道办事处：
萨尔图街道、铁人街道、友谊街道、拥军街道、会战街道、火炬街道、东风街道、东安街道、万宝街道、格林街道和绿园街道。

## 人口民族
截至2010年，薩爾圖區常住人口共計32.88萬人。
根據第七次人口普查數據，截至2020年11月1日零時，薩爾圖區常住人口為327192人。

## 城市建设
会战街道是现在萨尔图比较繁华的街道，主要的建筑为百货大楼等。